# Флаг КНДР
Флаг Коре́йской Наро́дно-Демократи́ческой Респу́блики (кор. 람홍색공화국기, Ламхон Сэггон Хвагугги) — один из государственных символов КНДР. Представляет собой трёхцветное горизонтально вытянутое (1:2) прямоугольное полотнище, с широкой красной полосой в середине, с белыми узкими и синими полосами сверху и снизу. На красной полосе ближе к древку расположен белый круг внутри которого изображена красная пятиконечная звезда.

## История
В 1945 году Корейский полуостров был разделён на 2 зоны
В 1945—1948 годах на Севере Корейского полуострова, как и в период антияпонской освободительной борьбы, использовался «Тхэгыкки» («Флаг великих начал») ― традиционный флаг доколониальной Кореи. Однако, с возникновением двух корейских государств и провозглашением 12 июля 1948 года «Тхэгыкки» флагом Республики Корея, перед КНДР встала задача выработки собственной отличающейся символики.
Флаг Корейской Народно-Демократической Республики был принят 8 сентября 1948 года.
Красная звезда символизирует революционные традиции, образно изображает дух и мудрость корейского народа. Красный цвет — кровь, пролитую корейскими патриотами, силу корейского народа; белый цвет является традиционным для корейцев, он означает чистоту идеалов; синий — стремление к объединению с революционными силами всего мира в борьбе за победу социализма и мира, а также независимость КНДР.
| Годы       | Флаг | Отношение сторон | Использование | Правительство                             | Описание |
| ---------- | ---- | ---------------- | --- | ----------------------------------------- | --- |
| 1945—1948  |      | 2:3              | Официальная или де-юре версия флага, или лицевая сторона · Исторически использовавшийся флаг · Обратная сторона — зеркальное отражение лицевой                                                                  | Временный Народный Комитет Северной Кореи | Белый прямоугольный фон, красно-синий «тхэгык» (кор. 태극) в центре и четыре чёрные триграммы по углам флага. |
| 1948—1992  |      | 1:2              | Официальная или де-юре версия флага, или лицевая сторона · Исторически использовавшийся флаг · Обратная сторона — зеркальное отражение лицевой · Флаг симметричен, и его можно свободно подвешивать вертикально | Флаг КНДР                                 | Красное поле с синей полосой сверху и снизу и звездой в центре.                                               |
| 1992—н. в. |      | 1:2              | Официальная или де-юре версия флага, или лицевая сторона · Обратная сторона — зеркальное отражение лицевой · Флаг симметричен, и его можно свободно подвешивать вертикально                                     | Флаг КНДР                                 | Оставлен флаг образца 1948 г. с изменениями - увеличен диаметр круга и размеры звезды                         |

## Другие флаги КНДР

Вертикальная версия флага КНДР
Флаг Трудовой партии Кореи
Вертикальная версия флага ТПК
Флаг Социалистического союза патриотической молодёжи
Флаг Детского Союза Кореи
Флаг Социалистического союза женщин Кореи
Флаг Председателя Государственного Совета КНДР
Флаг Социал - демократической партии Кореи
Флаг Партии молодых друзей небесного пути
Флаг Объединения Кореи
Флаг Корейской Народной Армии
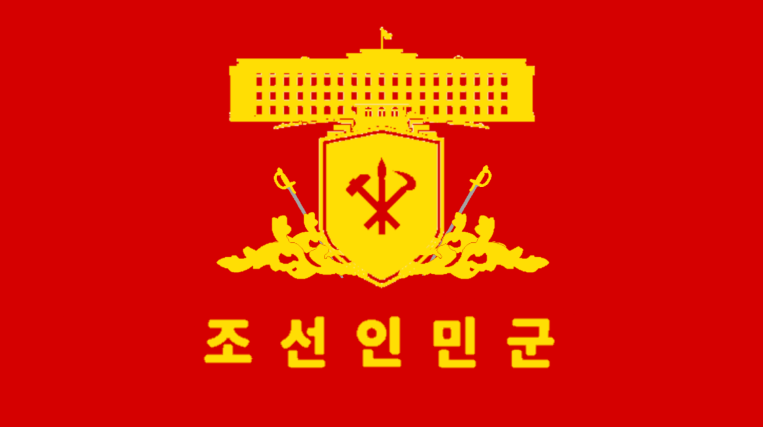
Оборотная сторона флага Корейской Народной Армии
Флаг Сухопутных войск КНДР
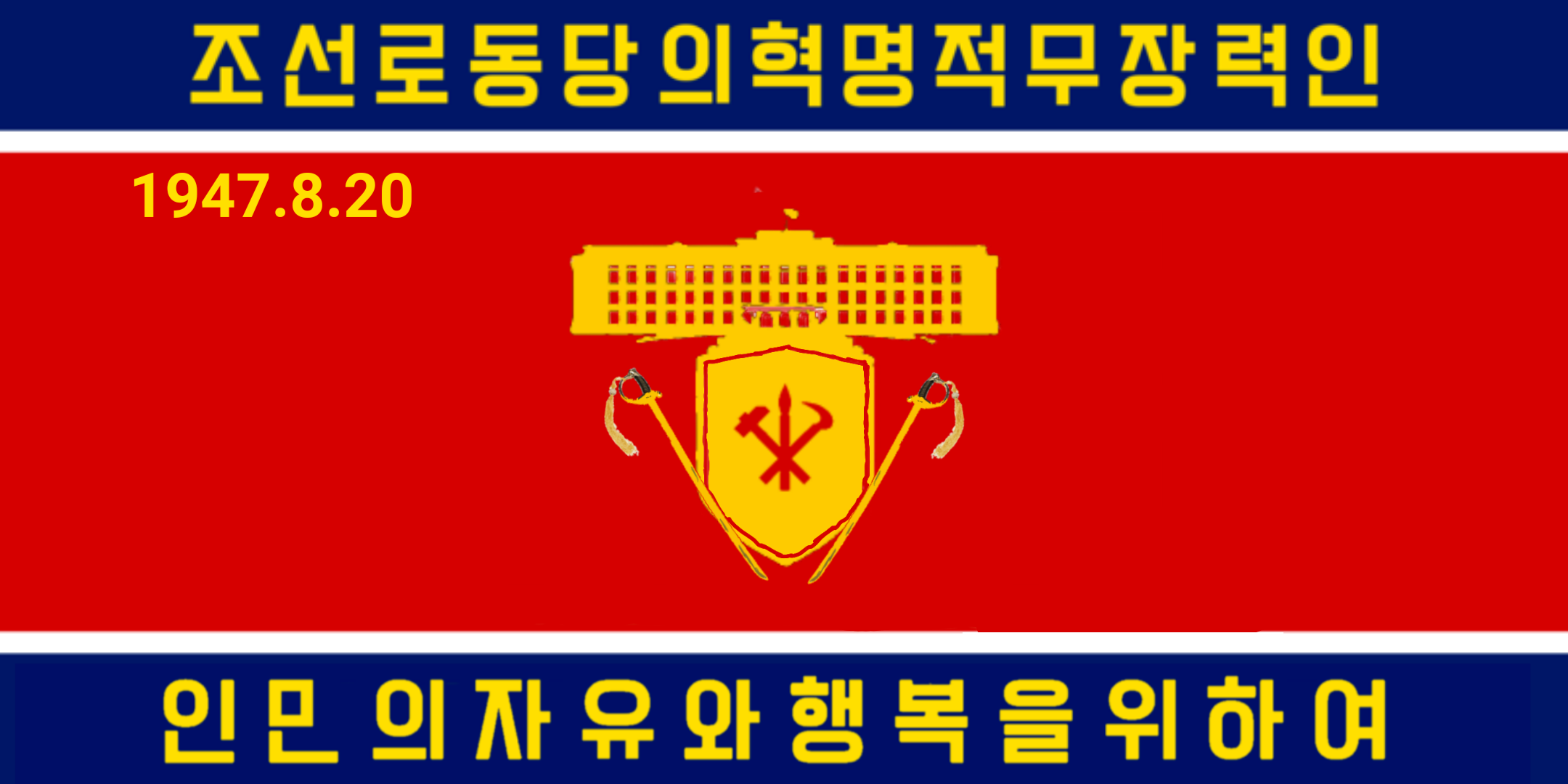
Оборотная сторона флага Сухопутных войск КНДР
Флаг ВМС КНДР
Оборотная сторона флага ВМС КНДР.
Флаг ВВС КНДР
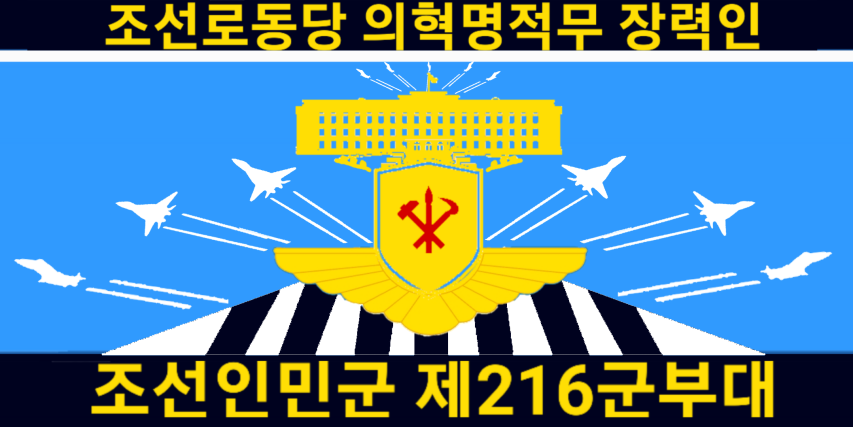
Оборотный флаг ВВС КНДР
Флаг Ракетных войск стратегического назначения КНДР
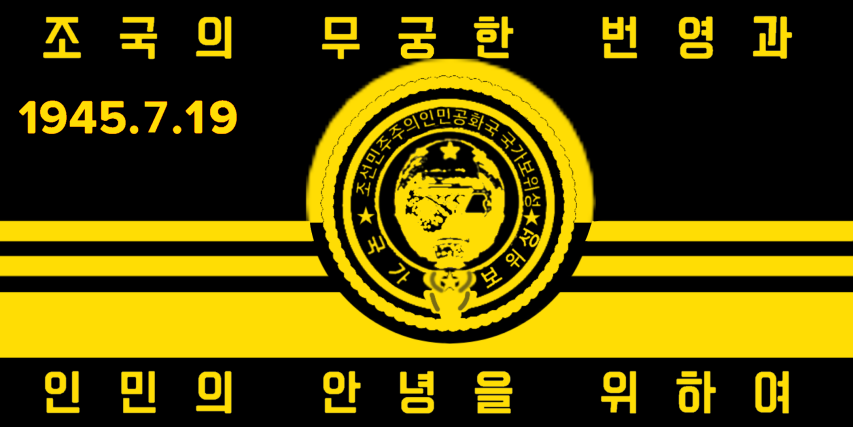
Флаг Департамента Государственной Безопасности КНДР (ДГБ КНДР)
Флаг Министерства Внутренних Дел КНДР
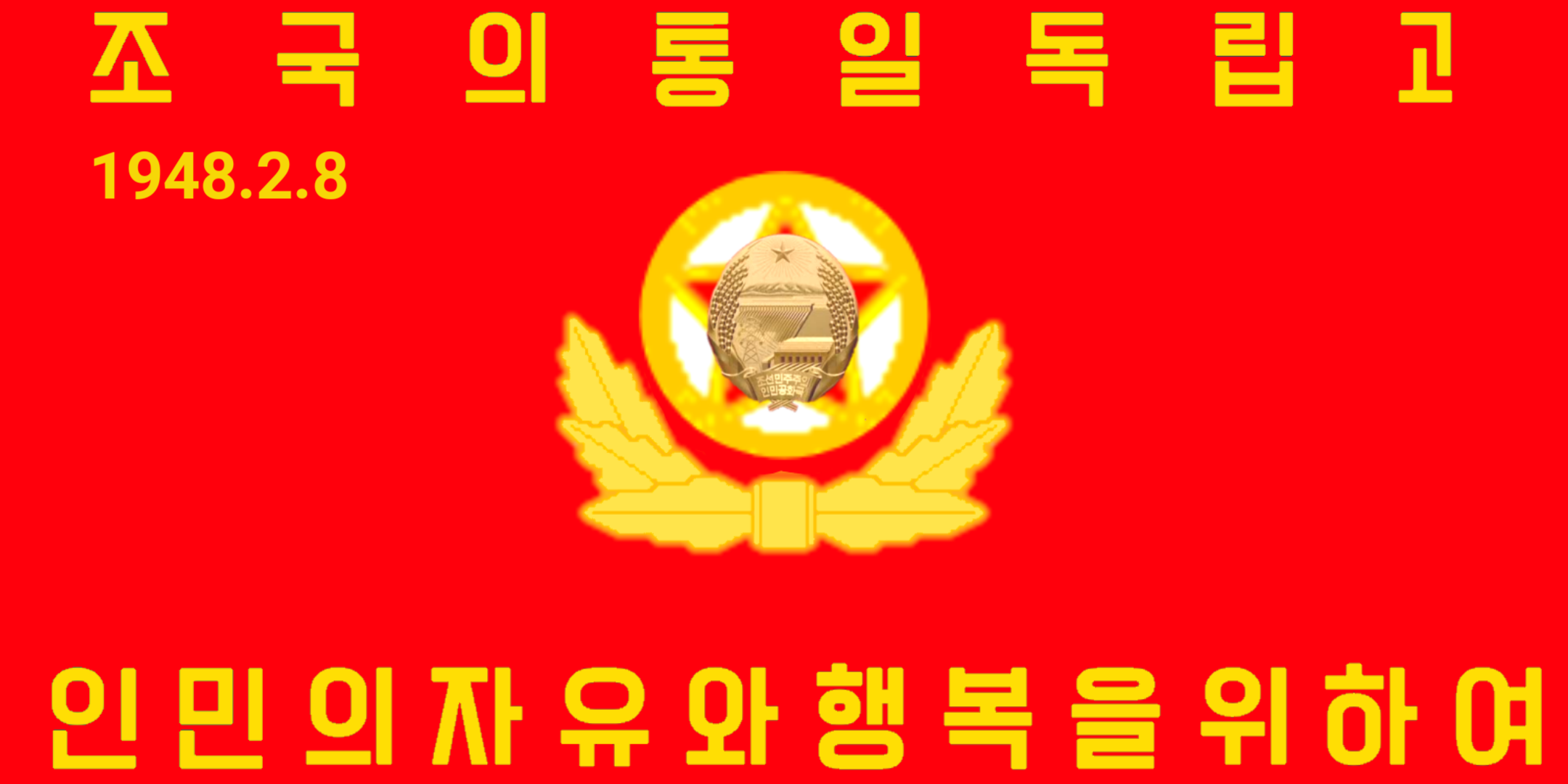
Флаг Рабоче-Крестьянского Народного Ополчения
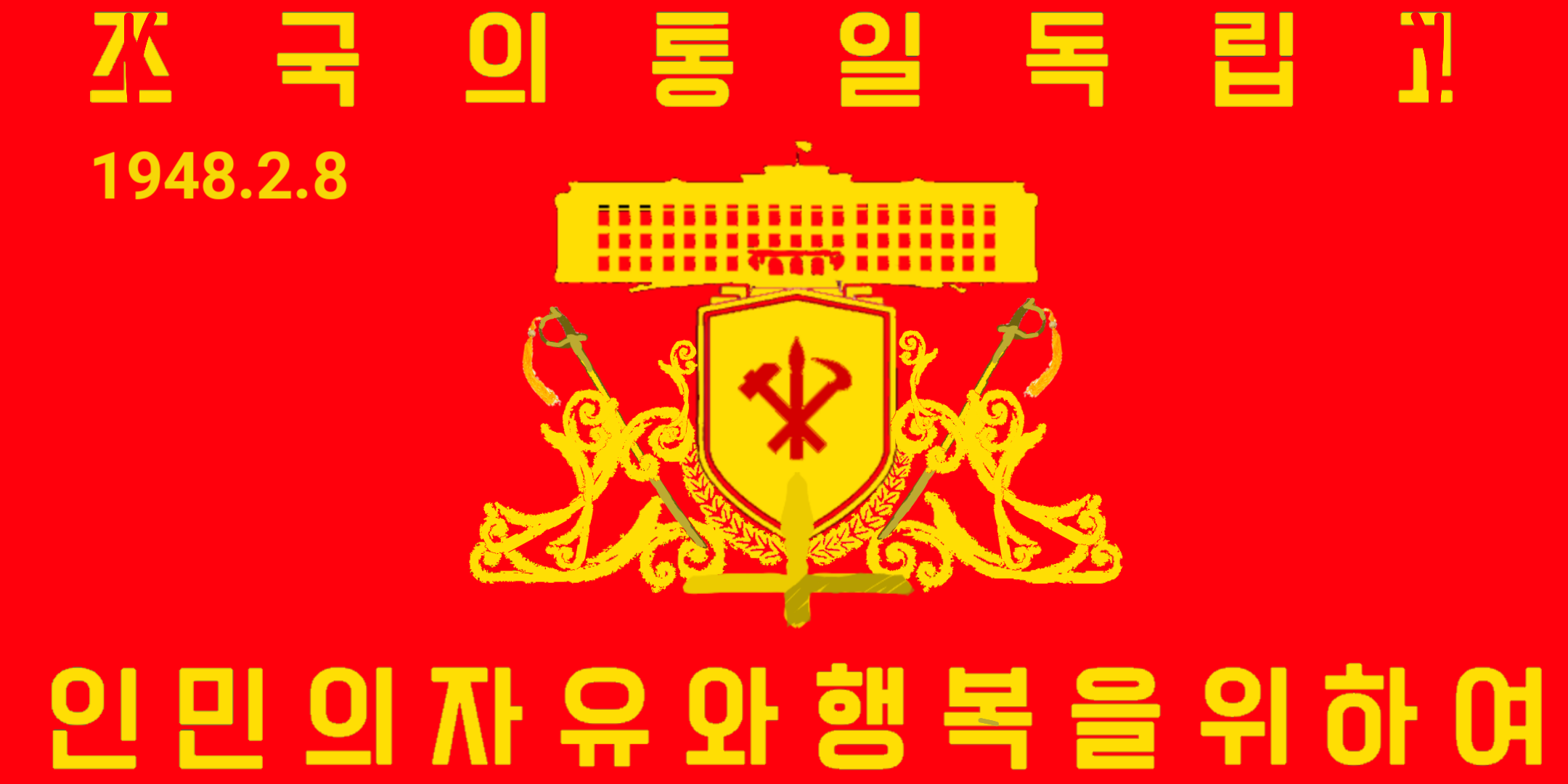
Оборотная сторона флага Рабоче-Крестьянского Красного Ополчения
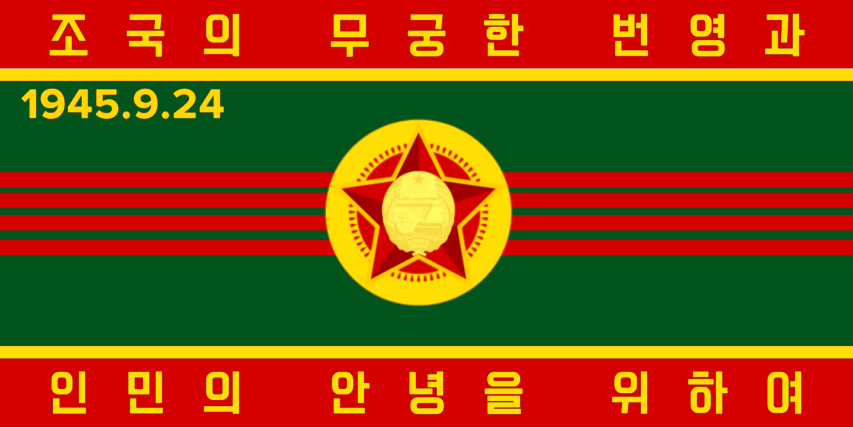
Флаг Мангендэского революционного училища
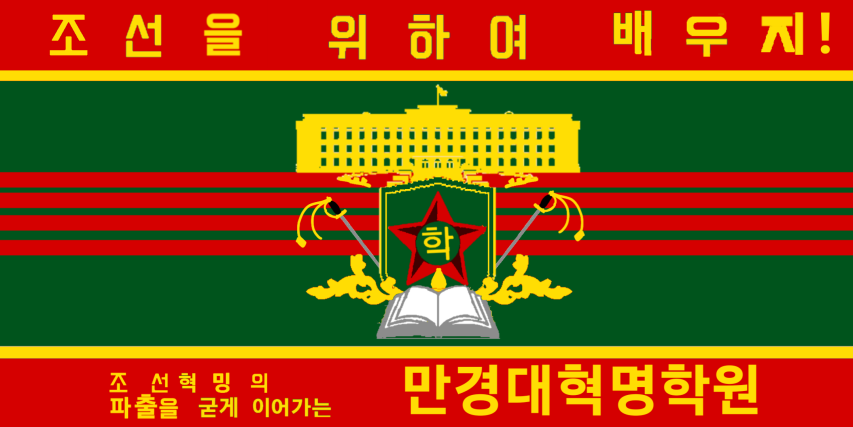
Оборотная сторона флага Мангендэского революционного училища

## Исторические флаги

Флаг Союза Свержения Империализма
Флаг Корейской Народно-революционной армии
Флаг Корейской Народной Республики.
Флаг СССР, использовавшийся Советской гражданской администрацией (октябрь 1945 — февраль 1946)
Флаг Временного Народного Комитета Северной Кореи (февраль 1946 — март 1948)
Штандарт Верховного Главнокомандующего КНА (1996 — 2002)
Штандарт Верховного Главнокомандующего КНА (2002 — 2022)
Флаг Корейской Народной Армии и Сухопутных войск КНДР(1992 — 2023)
Флаг ВМС КНДР (1992 — 2023)
Флаг ВВС КНДР (1992 — 2023)
Флаг Сил Специальных Операций КНДР (2018 — 2023)
Флаг Ракетных войск стратегического назначения (2018 — 2023)
Флаг Рабоче-Крестьянского Красного Ополчения (1992 — 2023)